# Nicolae Gh. Lupu

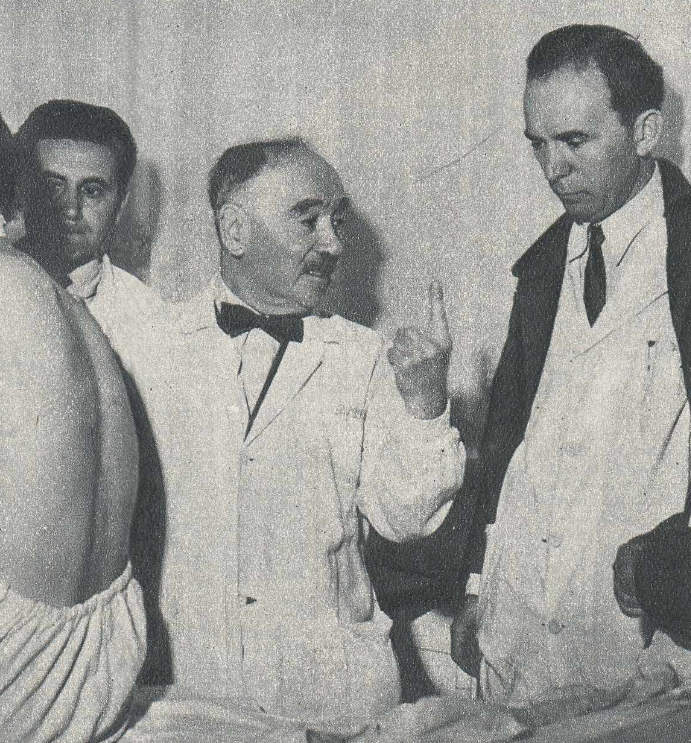
Nicolae Gh. Lupu (1957)

Nicolae Gh. Lupu (n. 24 februarie 1884, Arsura, Vaslui – d. 30 aprilie 1966, București) a fost un medic român, membru titular al Academiei Române (din 1948), fiind unul dintre cei mai importanți reprezentanți ai medicinii interne din România.

## Biografie
După ce a absolvit Facultatea de medicină din București, a lucrat 4 ani (1907-1913) în laboratorul de medicină experimentală al prof. dr. I. Cantacuzino. Pe parcursul Primului Război Mondial participă la eforturile de limitare a efectelor epidemice. După terminarea războiului beneficiază de oportunitatea de a studia în Occident. În perioada 1919-1920 efectuează studii medicale în mai multe clinici, printre care Institutele de Anatomie patologică și parazitologie din Berna (Elveția) și Paris (Franța).
Revenit în țară, în perioada 1920-1927 își începe activitatea profesională propriu-zisă, inițial ca asistent de clinică medicală și până la titlul de conferențiar. În 1931 este numit profesor titular la catedra de anatomie patologică, având o deosebită contribuție în reorganizarea ei în toate serviciile prosectură din marile spitale ale capitalei, iar în 1936 este numit profesor titular la Spitalul Filantropia. În 1938 preia Clinica Medicală a Spitalului Colentina, ca profesor titular, spital pe care îl va transforma în 1949 în Institutul de Medicină Internă, primul institut de acest gen la nivel național, institut unde investigațiile erau de mare amploare: anatomie patologică, citologie și citochimie, histochimie, culturi de țesuturi, radiobiologie, explorări funcționale cardiovasculare, respiratorii, histochimie și cu multiple preocupări în domeniul acupuncturii, homeopatiei, medicinii naturiste și a informaticii. În acest prim Institut de Medicină Internă din țară s-au format majoritatea personalităților din domeniul medicinii interne.
În 1946 este primit membru titular al Academiei Române și timp de doi ani (1946-1948) este decan al Facultății de medicină din București. Ulterior (1948-1953) este numit rector al Universității de Medicină și Farmacie din București. La 9 iunie 1948 a făcut parte din Comitetul provizoriu desemnat cu preluarea și administrarea bunurilor Academiei Române și Academiei Oamenilor de Știință, și cu elaborarea Statutului de organizare și funcționare al Academiei Republicii Populare Române, alături de alte nume cunoscute: C. I. Parhon, Andrei Rădulescu, Mihail Sadoveanu, Traian Săvulescu, I. Iordan, Emanoil Teodorescu, Dimitrie Pompeiu, Simion Stoilow, Ștefan Nicolau, Emil Petrovici, Daniel Danielopolu, Gheorghe Nicolau și Eugen Bădărău (Decretul Prezidențial nr.76/9 iunie 1948).
A condus institutul până la pensionare (1965), activitatea fiind continuată de discipolul său, prof. dr. Ion Emil Brückner.
Alături de colectivul coordonat, a publicat numeroase lucrări de anatomie patologică și de hematologie în țară și în străinătate: Editura Academiei, Editura Medicală, Gauthier-Villars (Franța), Gustav Fishe (Germania), Willey Interscience (USA), CRC Press (USA) etc. Sfera preocupărilor sale științifice cuprinde mai multe domenii ale medicinii interne, în care a adus contribuții personale, în special în domeniul fiziopatologiei sclerozei pulmonare, icterelor, a bolilor de sânge, etc. Este autor al unor importante studii privitoare la ictere, endocardite, tifosul exantematic, angina pectorală, boala hipertensivă, etc. Munca sa de cercetare științifică s-a concretizat în peste 400 de lucrări, multe dintre ele aparținând patrimoniului științei medicale internaționale.
Cercetările sale clinice s-au îmbinat cu cele experimentale, dezvoltând direcția fiziopatologică în activitatea de cercetare. Lupu a imprimat în medicina internă română o orientare nouă. S-a ocupat de problemele învățământului medical și al organizării muncii științifice.
Ca profesor, a format numeroase cadre de elită: acad. prof. C. Iliescu; șeful clinicii de medicină internă de la Spitalul Cantacuzino - acad. prof. dr. Radu Păun, ministru al sănătății; prof. dr. Alfred Teitel, prof. dr. Veniamin Runcan, prof. dr. Victor Ciobanu, ministru al sănătății; prof. dr. Ștefan Berceanu, prof. dr. Ion Emil Brückner etc.
Având în vedere renumele de care s-a bucurat, a acordat consultații unor importante personalități ale zilei:  Iuliu Maniu, Ion Antonescu, Nicolae Malaxa, Lucrețiu Pătrășcanu, Patriarhul Nicodim sau Gheorghe Gheorghiu-Dej.
Fratele lui mai mare a fost medicul si politicianul Nicolae Lupu.

## Decorații

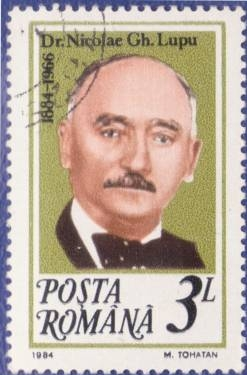
Timbru din 1984

- Semnul Onorific „Răsplata Muncii pentru 25 ani în Serviciul Statului” (13 octombrie 1941)[5]
- Medalia „A cincea aniversare a Republicii Populare Române” (24 decembrie 1952) „pentru lupta și munca duse în vederea făuririi, consolidării și prosperării Republicii Populare Române”[6]
- Ordinul Muncii clasa a II-a (14 septembrie 1953)[7]
- titlul de „Medic Emerit al Republicii Populare Romîne” (5 august 1954) „pentru merite excepționale și realizări deosebite în domeniul ocrotirii sănătății oamenilor muncii”[8]
- Ordinul Muncii clasa I (31 decembrie 1956) „cu prilejul împlinirii a 90 de ani de la înființarea Societății Academice Romîne, pentru merite deosebite in muncă”[9]
- Ordinul „23 August” clasa a III-a (12 august 1959) „pentru activitate rodnică în dezvoltarea științei și culturii din Republica Populară Romînă”[10]
- titlul de „Om de Știință Emerit al Republicii Populare Romîne” (5 noiembrie 1962) „pentru activitatea îndelungată, contribuție în dezvoltarea științei și merite deosebite în dezvoltarea învățămîntului superior”[11]

## Filatelie
Poșta Română a scos în 26 decembrie 1984, la aniversarea a 100 de ani de la nașterea doctorului Nicolae Gh. Lupu, un timbru cu valoarea de 3 Lei, făcând parte dintr-o serie Aniversări - Comemorări.

## Opere principale
- Hematologie clinică (1947)
- Sclerozele pulmonare (1958)

## MuzeulCasa Amintirilordin Arsura
Nicolae a fost fiul Elenei (născută Bălănescu) și al preotului Gheorghe Lupu. Printre copii lui Gheorghe Lupu s-a numărat și Melania (1893-1961), mama inginerului constructor Alexandru S. Polihroniade (1923-2005). Acesta din urmă a amenajat Muzeul Casa amintirilor într-o parte din casa bunicului său, din satul natal, Arsura. Aici pot fi văzute obiecte, fotografii, precum și biblioteca familiei Lupu.